# Filología alemana moderna
La filología alemana moderna ( en alemán: Neuere Deutsche Literaturwissenschaft, sigla NDL o acrónimo NdL ) es una rama de los estudios literarios alemanes que se ocupa sistemáticamente de los autores y las obras literarias en idioma alemán moderno. Se analiza principalmente su modelo lingüístico, su efecto y su interpretación. El marco temporal de la literatura alemana moderna es flexible y varía según la fuente, pero normalmente abarca desde el siglo XVI hasta la actualidad. Debido a su versatilidad, la NDL se yuxtapone con otras disciplinas como la filosofía, la historia, la ciencia política y el psicoanálisis. Históricamente, la NDL se desarrolló a lo largo de los siglos desde los inicios de la filología hasta convertirse en un área independiente en el siglo XIX. En la actualidad, la NDL se enseña en las universidades alemanas, austríacas y de otros paises como parte de sus estudios literarios. 

## Área de investigación

### Limitación en el tiempo
En las universidades y centros de estudios especializados existen diferentes indicaciones sobre cuándo un texto literario pertenece al área de investigación que llamamos literatura alemana moderna. En general existe consenso en fijar al comienzo del siglo XVI el inicio de la etapa moderna de la literatura, dejando atrás la Edad Media. Pero el marco temporal es bastante amplio, pues afirmaciones como “desde la época moderna hasta la actualidad” dejan entrever una horquilla más o menos amplia;  “desde el siglo XVII hasta la actualidad” o “desde el Barroco hasta la actualidad”.  Además los conceptos de Renacimiento y Barroco vienen a dificultar el concepto de literatura moderna. Es difícil dar una definición precisa porque no se puede trazar un límite exacto entre el alto alemán medio ( Mittelhochdeutsch ) y el nuevo alto alemán ( neuhochdeutsche Sprache ). Además, todavía no está claro de forma concluyente si los textos del nuevo alto alemán temprano deben considerarse parte del objeto de investigación en parte o en su totalidad. En la práctica, esto da lugar a algunas superposiciones con la llamada Germanística medieval.

### Interdisciplinariedad
Los distintos enfoques y temas en literatura conducen inevitablemente a superposiciones con otras áreas de investigación que, a primera vista, parecen no estar relacionadas. Ejemplos de ello son, en particular, la filosofía, que desempeña un papel importante en muchas obras. El contenido no puede interpretarse ni comprenderse plenamente sin tener en cuenta las influencias filosóficas de la obra.  Las ciencias políticas y sociales también juegan un papel, especialmente en aquellas obras que abordan circunstancias socioculturales y políticas, por lo que su examen es esencial para la interpretación. Aportaciones como las del psicoanálisis de Sigmund Freud abren la puerta al análisis de los personajes desde otros puntos de vista, entrando a valorar sus acciones, pensamientos y sentimientos, así como el papel del lector y del autor.
La NDL está especialmente entrelazada con la lingüística alemana y los estudios medievales alemanes . Es casi imposible en los estudios medievales delimitar el alto alemán medio y  el alto alemán moderno, y no se puede hacer una separación clara de la lingüística, especialmente porque los enfoques lingüísticos como las teorías lingüísticas de la metáfora desempeñan un papel en los estudios literarios, pero también, por ejemplo, en el estudio de la sintaxis.

## Historia de la literatura alemana moderna

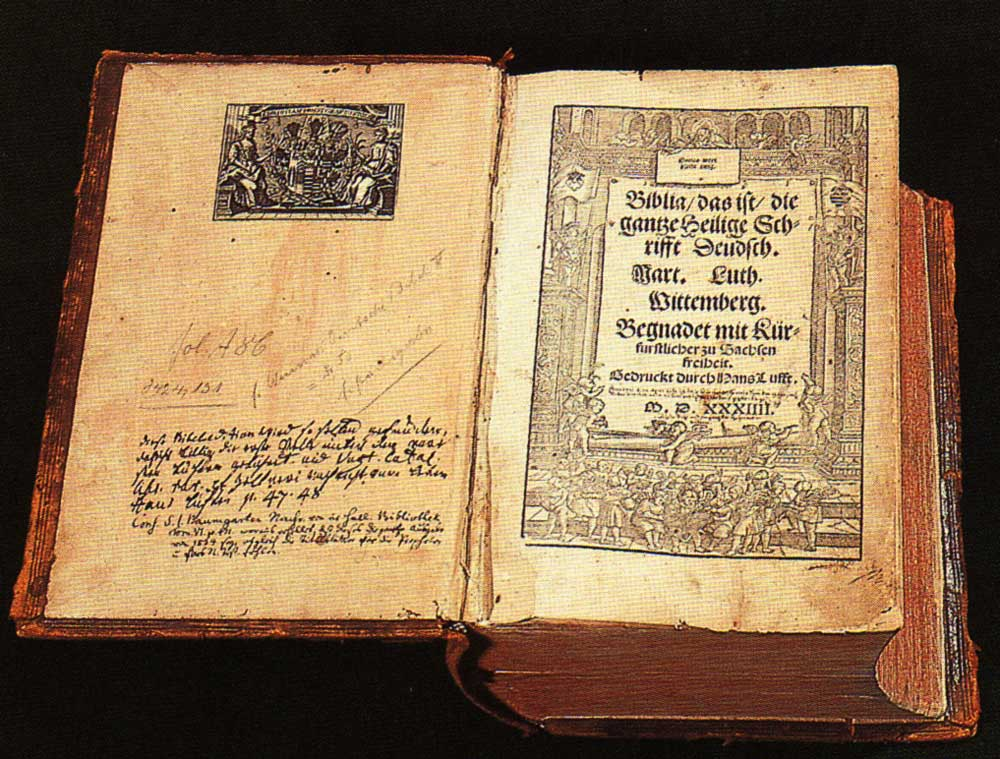
Biblia de Lutero de 1534

Ya en la Antigüedad clásica se examinan sistemáticamente los textos literarios, así como la historia de su transmisión e interpretación. Surgieron también los primeros escritos teóricos sobre la lirica. Con el surgimiento de la poética, la retórica y la hermenéutica se realizaron los primeros esfuerzos por comprender y analizar los textos literarios.
Desde el Cambio constantiniano y la propagación del cristianismo, la Biblia fue la obra más importante sobre la que recayó una oleada de estudios y exégesis. La filología, que se desarrolló a la par que el humanismo, se dividió en diferentes campos: la que se ocupa de los textos grecolatinos ( philologia antica ); la que se ocupa de la exégesis de la Biblia ( philologia sacra ) y la que examina la lengua y partes de la cultura en general ( philologia profana ).
En el siglo XIX surgió la Crítica literaria, una nueva ciencia que produjo y delimitó nuevos conceptos de género y función.  Las reformas en la enseñanza universitaria dieron impulso a los estudios literarios y a la filología en general. La filología moderna ( Neuere Philologie ) surgió pues hacia finales del siglo XIX.

## Etapas de la literatura alemana moderna
Etapa o época ( Epochen en alemán) es el conjunto de textos de un periodo de tiempo con características similares. Para la literatura alemana moderna son especialmente relevantes todos los periodos literarios comprendidos desde 1500 en adelante. El período más antiguo que se aborda en este campo es el Humanismo renacentista, que tiene una vigencia diferente en Italia, España o Reino Unido. El marco temporal no debe considerarse una limitación absoluta, sino solo como una clasificación aproximada. En el caso del Clasicismo de Weimar, por ejemplo, a menudo se dan dos fechas diferentes para el final de esta etapa: 1805, el año de la muerte de Schiller, y 1832, el año de la muerte de Goethe. 
| Periodo (ca.)            | Época                                          | Autores                                                                                                | Obras | Notas                              |
| ------------------------ | ---------------------------------------------- | --- | --- | ---------------------------------- |
| 1500 – 1600              | Renacimiento                                   | - Hans Sachs - Erasmus von Rotterdam                                                                   | - Lucretia (Hans Sachs) - Das Lob der Torheit (Erasmo de Rotterdam) | [ 14 ] [ 15 ] [ 16 ] [ 17 ] [ 18 ] |
| 1600 – 1720              | Barroco                                        | - Andreas Gryphius - Christian Hoffmann von Hoffmannswaldau                                            | - Buch von der Deutschen Poerterey (Opitz) - Leo Armenius oder Fürstenmord (Gryphius) - Sonn- und Feiertagssonette (Hoffmannswaldau)                                                         | [ 17 ] [ 18 ]                      |
| 1720 – 1790              | Aufklärung                                     | - Gotthold Ephraim Lessing - Christian Fürchtegott Gellert                                             | - Emilia Galotti (Lessing) - Nathan el sabio (Lessing) - Leben der schwedischen Gräfin von G (Gellert)                                                                                       | [ 17 ] [ 18 ]                      |
| 1740 – 1790              | Sentimentalismo (Strömung der Aufklärung)      | - Friedrich Gottlieb Klopstock - Johann Heinrich Voss                                                  | - Oden (Klopstock) - Messias (Klopstock) - Luise (Voss) | [ 17 ] [ 18 ]                      |
| 1765 – 1790              | Sturm und Drang (Strömung der Aufklärung)      | - Friedrich Schiller - Johann Wolfgang von Goethe - Jakob Michael Reinhold Lenz                        | - Los bandidos (Schiller) - Las penas del joven Werther (Goethe) - Die Soldaten (Lenz) | [ 17 ] [ 18 ]                      |
| 1786 – 1805/ 1832        | Clasicismo de Weimar                           | - Friedrich Schiller - Johann Wolfgang von Goethe - Johann Gottfried Herder - Christoph Martin Wieland | - Iphigenie auf Tauris (Goethe) - La doncella de Orleans (Schiller) - Ideen zur Philosophie der Geschichte der Menschheit (Herder) - Alceste (Wieland)                                       | [ 15 ] [ 17 ] [ 18 ]               |
| 1798 – 1835              | Romanticismo                                   | - Clemens Brentano - Joseph von Eichendorff - E. T. A. Hoffmann                                        | - Aus dem Leben eines Taugenichts (Eichendorff) - Das Marmorbild (Eichendorff) - El hombre de arena (Hoffmann) - Der goldne Topf (Hoffmann)                                                  | [ 17 ] [ 18 ]                      |
| 1815 – 1848              | Biedermeier                                    | - Annette von Droste-Hülshoff - Franz Grillparzer - Adalbert Stifter                                   | - Die Judenbuche (Droste-Hülshoff) - Die Ahnfrau (Grillparzer) - Der arme Spielmann (Grillparzer) - Bunte Steine (Stifter)                                                                   | [ 17 ] [ 18 ]                      |
| 1825 – 1848/ 1830 – 1835 | Joven Alemania                                 | - Heinrich Heine - Christian Dietrich Grabbe                                                           | - Reisebilder (Heine) - Deutschland. Ein Wintermärchen (Heine) - Napoleon oder Die hundert Tage (Grabbe)                                                                                     | [ 17 ] [ 18 ]                      |
| 1825 – 1848              | Vormärz                                        | - Heinrich Heine - Georg Büchner                                                                       | - Deutschland. Ein Wintermärchen (Heine) - Woyzeck (Büchner) | [ 17 ] [ 18 ]                      |
| 1848 – 1900              | Realismus                                      | - Theodor Storm - Theodor Fontane - Gottfried Keller                                                   | - Der Schimmelreiter (Storm) - Irrungen, Wirrungen (Fontane) - Die Leute von Seldwyla (Keller)                                                                                               | [ 17 ] [ 18 ]                      |
| 1880 – 1900              | Naturalismo                                    | - Arno Holz - Clara Viebig - Gerhart Hauptmann                                                         | - Die Dilettanten des Lebens (Viebig) - Das Buch der Zeit (Holz) - Die Weber (Hauptmann) | [ 17 ] [ 18 ]                      |
| 1890 – 1920              | Modernidad                                     | - Thomas Mann - Rainer Maria Rilke - Arthur Schnitzler - Franz Kafka                                   | - Los Buddenbrook (T. Mann) - Los cuadernos de Malte Laurids Brigge (Rilke) - Relato soñado (Schnitzler) - La condena (Kafka)                                                                | [ 17 ] [ 18 ]                      |
| 1910 – 1925              | Expresionismo                                  | - Else Lasker-Schüler - Hermann Hesse - Alfred Döblin                                                  | - Ein alter Tibetteppich (Lasker-Schüler) - El lobo estepario (Hesse) - Berlin Alexanderplatz (Döblin)                                                                                       | [ 17 ] [ 18 ]                      |
| 1915 – 1925              | Vanguardismo, Dadaísmo, Surrealismo, Futurismo | - Hugo Ball                                                                                            | - Karawane (Ball) | [ 17 ] [ 18 ]                      |
| 1918 – 1933              | Weimarer Republik, Neue Sachlichkeit           | - Bertolt Brecht - Kurt Tucholsky - Carl Zuckmayer - Thomas Mann - Heinrich Mann                       | - La ópera de los tres centavos (Brecht) - Schloß Gripsholm. Eine Sommergeschichte (Tucholsky) - Der Hauptmann von Köpenick (Zuckmayer) - La montaña mágica (T. Mann) - El súbdito (H. Mann) | [ 17 ] [ 18 ]                      |
| 1933 – 1945              | Exilliteratur                                  | - Thomas Mann - Klaus Mann - Bertolt Brecht - Stefan Zweig                                             | - José y sus hermanos (T. Mann) - Mephisto (K. Mann) - El alma buena de Szechwan (Brecht) - Novela de ajedrez (Zweig)                                                                        | [ 17 ] [ 18 ]                      |
| 1945 – 1950              | Trümmerliteratur, Nachkriegsliteratur          | - Wolfgang Borchert - Carl Zuckmayer - Heinrich Böll                                                   | - Nachts schlafen die Ratten doch (Borchert) - Die Küchenuhr (Borchert) - Des Teufels General (Zuckmayer) - El ángel callaba (Böll)                                                          | [ 17 ] [ 18 ]                      |
| 1949 – 1990/ ab 1949     | Literatur der DDR, Literatur der BRD           | - Christa Wolf - Brigitte Reimann                                                                      | - El cielo partido (Wolf) - Franziska Linkerhand (Reimann) | [ 17 ] [ 18 ]                      |
| ab 1970                  | Neue Subjektivität                             | - Nicolas Born - Rolf-Dieter Brinkmann - Botho Strauß                                                  | - Die Fälschung (Born) - Keiner weiß mehr (Brinkmann) - Die Widmung (Strauß) | [ 17 ] [ 18 ]                      |
| ab 1980                  | Literatura posmoderna                          | - Daniel Kehlmann - Elfriede Jelinek - Juli Zeh - Christian Kracht                                     | - Die Vermessung der Welt (Kehlmann) - Die Schutzbefohlenen (Jelinek) - Corpus Delicti (Zeh) - Faserland (Kracht)                                                                            | [ 17 ] [ 18 ]                      |